# توغو في الألعاب الأولمبية
توغو في الألعاب الأولمبية تقوم اللجنة الأولمبية الوطنية التوغولية بالإشراف في شؤون مشاركات توغو في الألعاب الأولمبية، أول مشاركة لتوغو في الألعاب الأولمبية كانت في دورة 1972 في ميونخ في ألمانيا الغربية ،وقد تمكنت توغو من الفوز بميدالية برونزية واحدة كانت دورة 2008 في بكين في التجديف.